# Sevlíevo
Sevlíevo (búlgar Севлиево, turc otomà Selwi) és una ciutat a Bulgària cap a la part central del nord, part de Província de Gàbrovo. Sevlievo és coneguda com una de les ciutats més riques a Bulgària a causa d'una economia local ben desenvolupada, índex de feina alt i inversions estrangeres essencials, com la fàbrica de American Standard Companies. És el centre administratiu de la muncipalitat de Sevlievo. El 2009, la població de la ciutat era de 24.065 habitants.

## Història
Les primeres traces d'ocupació a la regió es remunten a l'últim Neolític (al voltant del segle viii aC). Es conserven encara algunes tombes tràcies. La fortalesa d'Hotalich fou l'última ciutat medieval; va estar habitada per més de 1.000 anys i funcionava com a centre defensiu important; Hotalich (Hutaliç en turc) va existir durant segles juntament amb l'assentament al lloc de la ciutat contemporània, conegut com a Servi i Selvi. Hutaliç és esmentada per primer cop en una inscripció del segle xiii, però existia ja abans.

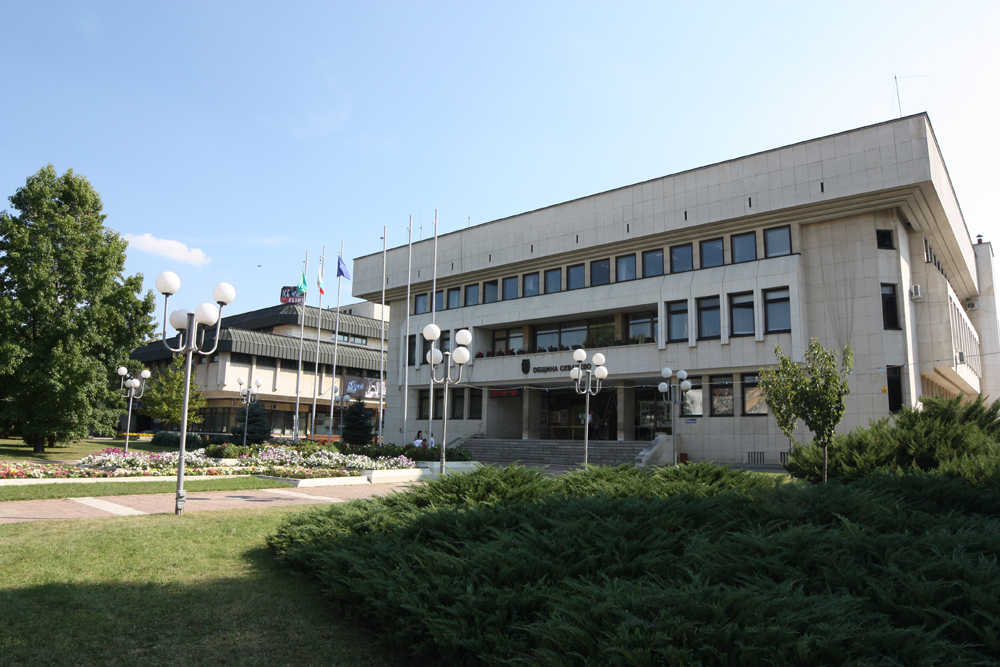
Ajuntament de Sevlievo

Selwi va substituir a Hotaliç (que més tard va quedar en ruïnes que foren posades a la llum el 1980 a la vila habitada per turcs de Hisar Beyli, al sud-est de la moderna ciutat). Des del segle xvi fins al 1878 Selwi fou capital de la nahiye de Hutaliç/Selwi esdevinguda, a la part final del període, un simple kadilik; era part del sandjak de Nigbolu.
La nahiye d'Hudaliç s'esmenta per primer cop el 1479 i tenia 24 pobles i llogarets, poblats per búlgars cristians menys dos que eren turcs (Çadirli i Ali Fakihler); la mateixa Selwi no apareix fins al 1516 i llavors era de fundació recent, amb divuit llars de turcs musulmans (al mateix cens apareixen 8 altres noves poblacions de nom turc poblades per musulmans, i al cens de 1579/1580 n'apareixen catorze més). Durant el segle xvi la seva posició central en el districte la va afavorir per esdevenir-ne la capital i durant el segle xvii va créixer considerablement i va arribar a ser una autèntica vila. Durant els segles xvii i XVIII la població era principalment musulmana d'origen turc. El kada comptava amb 33 llocs habitats la major part als turons que rodejaven la plana del Rositsta. Va passar de 214 llars al segle XVI a 838 al segle xvii; els cristians van desaparèixer, ja que es van fer musulmans.
Al segle xviii va perdre importància i el 1751 només tenia 301 llars (comptava amb dues mesquites i un mercat setmanal i el 71% de la població eren musulmans). La forta natalitat dels cristians i l'emigració musulmana va revertir la tendència al segle xviii i XIX; el 1845 el 52% de la població eren musulmans; el 1873 només el 46% (2.345 habitants musulmans a tot el districte contra 3.864 cristians). El 1873 tenia 10 mesquites, alguns hammams, alguns convents de dervissos i una gran església cristiana (església del sant Profeta Elies) reconstruïda el 1834 sobre una de més antiga, amb el suport econòmic dels notables musulmans locals i autorització del sultà. El 1836 es va reconstruir el monestir medieval de Batoshevo.
Al mig del segle xix, el desenvolupament d'alguns oficis conduïa a la concentració de grans sumes de diners en les societats gremials. Els viatges comercials a través de l'Imperi Otomà, Europa i Rússia enriquien el coneixement general. A mitjan segle xix, Kolyu Ficheto, un líder prominent del període del Ressorgiment Nacional Búlgar, va construir el pont de pedra sobre el riu Rositsa. El 1844 el ric i famós artesà i comerciant, Hadzhi Stoyan Nikolov, invertia els seus propis diners en l'edificació d'una escola enorme.
El 1870, sota la direcció directe de Vassil Levski, conegut com l'"Apòstol de Llibertat", es creava un comitè revolucionari. Preparava la població de Sevlievo per a la revolta d'abril de Bulgària el 1876. Els búlgars d'aquesta regió prengueren una part activa en la revolta. L'ocupació otomana de la ciutat es va acabar el 2 de juliol de 1877.
La població turca i musulmana va emigrar amb poc temps i el 1887 només en quedaven la meitat; el 1928 només eren 811. Després de la II Guerra Mundial les edificacions turques (mesquites i altres) foren destruïdes i la petita comunitat que restava va emigrar. Es van conservar l'església de 1834 i la Torre del Rellotge (de 1777) com únics edificis antics oficialment acceptats. Una petita minoria turca va restar al poble de Akindjilar (búlgar Petko Slavejkov) i algunes famílies a Malkoçlar (búlgar Burja) i Adiller (vúlgar Idilevo). Com a principal institut cultural, el centre cívic local va existir durant 127 anys. La Casa Mara Belcheva de Cultura es convertia en el nou centre nou d'esdeveniments culturals.

## Població

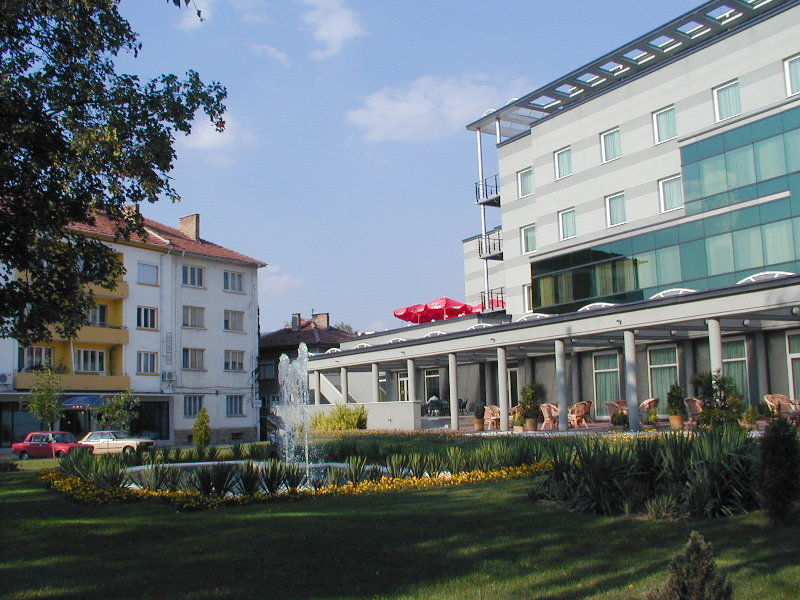
Hotel Sevlievo Plaza

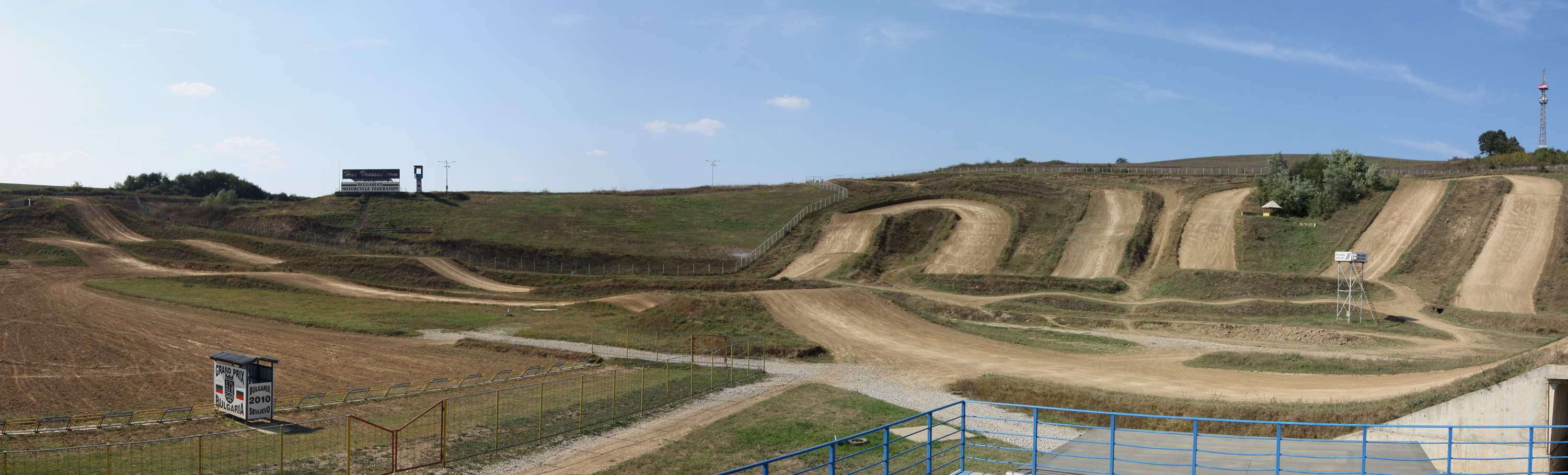
Pista de motocicletes Sevlievo

| Sevlievo                                                                          | Sevlievo | Sevlievo | Sevlievo | Sevlievo | Sevlievo | Sevlievo | Sevlievo | Sevlievo | Sevlievo | Sevlievo |
| --------------------------------------------------------------------------------- | -------- | -------- | -------- | -------- | -------- | -------- | -------- | -------- | -------- | -------- |
| Any                                                                               | 1946     | 1956     | 1965     | 1975     | 1985     | 1992     | 2001     | 2005     | 2007     | 2009     |
| Població                                                                          | 9 827    | 14.381   | 20.423   | 24.429   | 26.440   | 25.494   | 24.775   | 24.448   | 24.258   | 24.065   |
| Sources: Institut Estadístic Nacional, „Citypopulation.de“, „Pop-stat.mashke.org“ |          |          |          |          |          |          |          |          |          |          |

## Font original
- Guide-bulgaria.com Tot el text de Guide-Bulgaria.com està disponible per a reproducció a llocs web externs si s'afegeix el link de Guide-Bulgaria.com.) L'article s'ha editat en part amb dades de la versió original.